# Paz (satelit)
Paz (španělsky „mír“), dříve označován také jako SEOSAR, je španělská vojenská radarová družice, kterou vyrobila francouzská společnost Airbus a provozovatelem je společnost Hidesat. Její pracovní pozice je na heliosynchronní dráze ve výšce 514 km.
Paz byl vynesen pomocí nosné rakety Falcon 9 Block 3 společnosti SpaceX, sídlem v kalifornském Hawthornu. Ten samý první stupeň B1038.2 vynášel i satelit Formosat-5. První stupeň byl vybaven roštovými kormidly, ale ne přistávacími nohami, nedošlo ani k žádným testovacím zpomalovacím zážehům. Sekundární náklad tvořily dvě testovací družice Tintin A a B společnosti SpaceX, které mají sloužit pro otestování technologií pro internetovou konstelaci Starlink. Statický zážeh před letem proběhl 11. února kolem 20:00 SEČ.
Pro snímkování Země pro vládní a komerční účely používá Paz radar se syntetickou aperturou (SAR), což mu umožňuje mapování velkých zeměpisných oblastí ve dne i v noci ve vysokém rozlišení. Pracuje v pásmu X na vlnové délce 3,1 cm (frekvenci 9,65 GHz). Na jeho palubě jsou i další senzory pro pozorování počasí a pohybu lodí.
Paz svoje pozorování koordinuje s německými družicemi TerraSAR-X a TanDEM-X, které obíhají po stejné dráze. Tato spolupráce byla domluvena společností Hidesat a bývalým evropským leteckým výrobcem Astrium, který provozuje německé satelity. Snímky s vysokým rozlišením budou použity pro vojenské operace, hraniční kontrolu, zpravodajství, monitoring životního prostředí, ochranu přírodních zdrojů, plánování měst a infrastruktury a sledování přírodních katastrof.